# Paroediceros intermedius
Paroediceros intermedius är en kräftdjursart som beskrevs av Stebbing 1906. Paroediceros intermedius ingår i släktet Paroediceros och familjen Oedicerotidae. Inga underarter finns listade i Catalogue of Life.